# إليزابيث إيبارا
إليزابيث إيبارا (بالإسبانية: Elisabeth Ibarra)‏ هي لاعبة كرة قدم إسبانية، ولدت في 29 يونيو 1981 في أثكويتيا في إسبانيا. شاركت مع منتخب إسبانيا لكرة القدم للسيدات. أما مع النوادي، فقد لعبت مع أتلتيك بيلباو.

## وصلات خارجية
- إليزابيث إيبارا على موقع الاتحاد الدولي (مؤرشف)  (الإنجليزية)
- إليزابيث إيبارا على موقع الاتحاد الأوربي (الإنجليزية)
- إليزابيث إيبارا على موقع قاعدة بيانات كرة القدم.إي يو (الإنجليزية)
- إليزابيث إيبارا على موقع Soccerway.com (الإنجليزية)
- إليزابيث إيبارا على موقع عالم كرة القدم.نت (الإنجليزية)
- إليزابيث إيبارا على موقع IMDb (الإنجليزية)